# 帕彭哈根
帕彭哈根是德国梅克伦堡-前波美拉尼亚州的一个市镇。总面积20.84平方公里，总人口567人，其中男性289人，女性278人（2011年12月31日），人口密度27人/平方公里。